# Popis vladara Sobrarbea
Ovo je popis vladara Sobrarbea, srednjovjekovne državice kojom su isprva vladali kraljevi.

## Kraljevi
- Garcí Ximénez
- García Íñiguez
- Fortún Garcés
- Sančo Garcés
- Íñigo Arista (kralj Pamplone i grof Bigorre)
- García Íñiguez od Pamplone
- Fortún Garcés Jednooki od Pamplone

## Grofovi
Teritorij Sobrarbea su bili osvojili muslimani. Poslije je postao vlasništvo kralja Sanča III. Velikog. 
Sančov i Mayorin sin, Don Gonzalo, postao je grof Sobrarbea.
- Gonzalo od Pamplone
- Ramiro I. Aragonski

Don Ramiro I., kralj Aragonije, postao je grof Sobrarbea te je Sobrarbe pripojio Aragoniji.